# Альдихок
Альдихо́к (Хильдеок; лат. Aldihoc, Hildeoc) — четвёртый король лангобардов (вторая половина V века), сын и наследник короля Лета, представитель династии Летингов.
Упоминания о Альдихоке сохранились в сочинении VII века «Происхождение народа лангобардов» и в труде историка VIII века Павла Диакона «История лангобардов». О правлении Альдихока не известно никаких подробностей. Ему наследовал король Годехок.